# Záparo
El záparo o zápara (també anomenada kayapwe) és una llengua SOV que pertany a la família zaparoana. Es troba extinta a l'Equador i al Perú.
Els primers contactes amb l'ètnia zàpara es van produir el 1667 (Reeve 1988). En 1850 Osculati calcula que l'ètnia es compon d'unes 20.000 persones; a penes tres quarts de segle després, quedaven uns 1000 individus (Tessman 1930). El seu territori tradicional se situava uns 100 km a l'est de l'actual ciutat equatoriana de Puyo, en el curs mitjà del riu Bobonaza. Aquest riu, al seu torn, els separava del territori dels achuar (família lingüística jívara).
Alguns grups de zàpares del riu Curaray van migrar cap al nord, instal·lant-se al marge colombià del riu Putumayo. En 1940, els membres d'aquest grup eren 14 persones, i des de llavors no se'ls ha tornat a esmentar en la literatura, per la qual cosa probablement s'ha extingit o integrat a altres ètnies perdent la seva llengua i la seva cultura.
Diversos factors van contribuir a l'extinció de la llengua. D'una banda, el fort descens demogràfic a causa de les malalties exòtiques com la verola, la tuberculosi i la pneumònia. Per un altre, els desplaçaments forçosos i els maltractaments producte de l'avanç dels colons blancs criolls, que van contribuir també a la disminució de la població. Finalment, la integració amb altres grups ètnics amb els quals mantenien relacions habituals, com els quítxues de les terres baixes de l'est equatorià (família lingüística quítxua II B) i els achuar de llengua jívara (Reeve 1988, Stark 1985).
Actualment el poble zàpara té diverses iniciatives per a recuperar i mantenir l'idioma ancestral com la confecció d'un diccionari.

## Distribució geogràfica
- Entre els rius Curaray i Bobonaza, província de Pastaza, l'Equador. Segons Andrade (2001) i Juncosa (2000) els zápara habiten en les comunitats de riu Curaray, Conambo (Llanchamacocha/Witsauke; Jandiayacu/Masaraka i Mazaramu/Aremanu), riu Pinduyacu (Cuyacocha i Akamaro), Torimbo i Balsaura.
- Comunitats zápara viuen a les províncies de Loreto i Maynas, regió Loreto, el Perú.

## Nombre de parlants
Les estimacions dels especialistes difereixen, però tots coincideixen a assenyalar el risc d'extinció. La població ètnica seria d'unes 400 persones, 200 a l'Equador i altres tantes al Perú, gairebé tots parlants del quítxua com primera llengua. Gordon [2005] indica un sol parlant. Andrade [2001] estima 5 parlants, d'entre 70 i 90 anys d'edat. Juncosa [2000] és el que dona la xifra més elevada: 24 persones. S'estan duent a terme esforços per a revitalitzar la llengua, que és ensenyada en dues escoles equatorianes, i impulsada per l'Associació de Nacionalitat Zápara de la Província de Pastaza en conjunt amb Unesco.

## Fonologia
La fonologia del záparo és relativament simple, amb només quatre vocals i 15 consonants. Els grups consonàntics s'anul·len, excepte quan s'impliquen [ʔ].
|             | Bilabials | Dentals | Postalveolars | Velares | Glotals |
| ----------- | --------- | ------- | ------------- | ------- | ------- |
| Oclusives   | p         | t ʦ͡     | ʧ͡             | k kw~kʷ | ʔ       |
| Fricatives  |           | s       | ʃ             |         | h       |
| Nasals      | m         | n       |               |         |         |
| Aproximants | w~β       |         | j             |         |         |
| Vibrants    |           | ɾ       |               |         |         |

|          | Anteriors | Centrals | Posteriors |
| -------- | --------- | -------- | ---------- |
| Obertes  | i         | ɨ        | u~o        |
| Tancades | a~æ       |          |            |